# Języki kunar
Języki kunar – zespół językowy w obrębie podgrupy dardyjskiej języków indoaryjskich (indyjskich).

## Klasyfikacja wewnętrzna

### Klasyfikacja Merritta Ruhlena
Języki indyjskie
- Języki północnoindyjskie
  - Języki dardyjskie
    - Języki środkowodardyjskie
    - Języki Czitralu
    - Języki szina
    - Języki kunar
      - Język dameli
      - Język gawar-bati
      - Język szumaszti
      - Język nangalami
      - Język paszai

### Klasyfikacja Ethnologue
Języki indoaryjskie
- Języki indoaryjskie zewnętrzne
  - Języki indoaryjskie północno-zachodnie
    - Języki dardyjskie
      - Języki Czitralu
      - Języki kaszmirskie
      - Języki kohistańskie (środkowodardyjskie)
      - Języki paszai
      - Języki szina
      - Języki kunar
        - Język dameli
        - Język gawar-bati
        - Język grangali (nangalami)
        - Język szumaszti